# Virovitica
Virovitica (ˈʋirɔʋititsa, in tedesco Wirowititz, in ungherese Verőce, in latino, Viroviticza o Verucia) è una città della Croazia situata al confine con l'Ungheria poco distante dal fiume Drava sulle pendici settentrionali del monte Bilogora.
Virovitica storicamente è considerata parte della Slavonia mentre la vicina città di Koprivnica appartiene alla Podravina. 
Virovitica è il capoluogo della Regione di Virovitica e della Podravina.

## Amministrazione

### Gemellaggi
- Vyškov, Repubblica Ceca
- Barcs, Ungheria
- Traunreut, Germania